# Le Cygne (téléfilm)
Pour les articles homonymes, voir Le Cygne.
Le Cygne est un téléfilm réalisé par Aldo Altit diffusé en 1972.

## Distribution
- Anne Kreis
- Hervé Bellon
- Emmanuelle Riva